# إبراهيم توريه (لاعب كرة قدم)
إبراهيم توريه (بالهولندية: Ibrahima Touré)‏ (1995 في السنغال - ) هو لاعب كرة قدم هولندي في مركز الوسط. لعب مع نادي دوردريخت.

## وصلات خارجية
- إبراهيم توريه على موقع قاعدة بيانات كرة القدم.إي يو (الإنجليزية)
- إبراهيم توريه على موقع Soccerway.com (الإنجليزية)
- إبراهيم توريه على موقع عالم كرة القدم.نت (الإنجليزية)